# ثيو-

ثیو ایندیجو، مُركب كيميائي يستخدم البادئة "ثيو"

ثيو- (بأحرف لاتينية -Thio) هي سابقة تستخدم بشكل خاص في تسمية المركبات الكيميائية للإشارة إلى احتوائها على الكبريت في تركيبها الجزيئي، خاصة في تسمية المركبات العضوية عندما تكون ذرة الكبريت تلك قد حلت مكان ذرة أكسجين في البنية.
اشتقت التسمية من الكلمة الإغريقية «θεῖον» (ثَيُون)، والتي تعني كبريت.
على سبيل المثال تشير الصيغة الكيميائية العامة ′R–O–R في الكيمياء إلى مركب من مركبات الإيثر؛ بالتالي جرى تسمية المركبات ذات الصيغة الكيميائية العامة ′R–S–R بمركبات ثيوإيثر.

## أمثلة
- حمض الكبريتيك ← حمض الثيوكبريتيك (كبريتات ← ثيوكبريتات)
- سيانات ← ثيوسيانات
- كحول ← ثيول
- كيتون ← ثيوكيتون
- حمض كربوكسيليك ← حمض الثيوكربوكسيليك
- إستر ← ثيوإستر
- أميد ← ثيوأميد